# Myōdōkai Kyōdan
Myōdōkai Kyōdan (jap. 妙道会教団) ist eine neobuddhistische Bewegung, die aus der Religionsgemeinschaft Reiyūkai (Gesellschaft der Freunde der Geister) des Nichiren-Buddhismus hervorging. Sie wurde 1951 gegründet. Ihr Hauptsitz liegt im Stadtbezirk Tennōji von Osaka; Präsident ist Keiji Sahara. Im Zentrum ihres Glaubens steht das Lotossutra.